# George Mosse

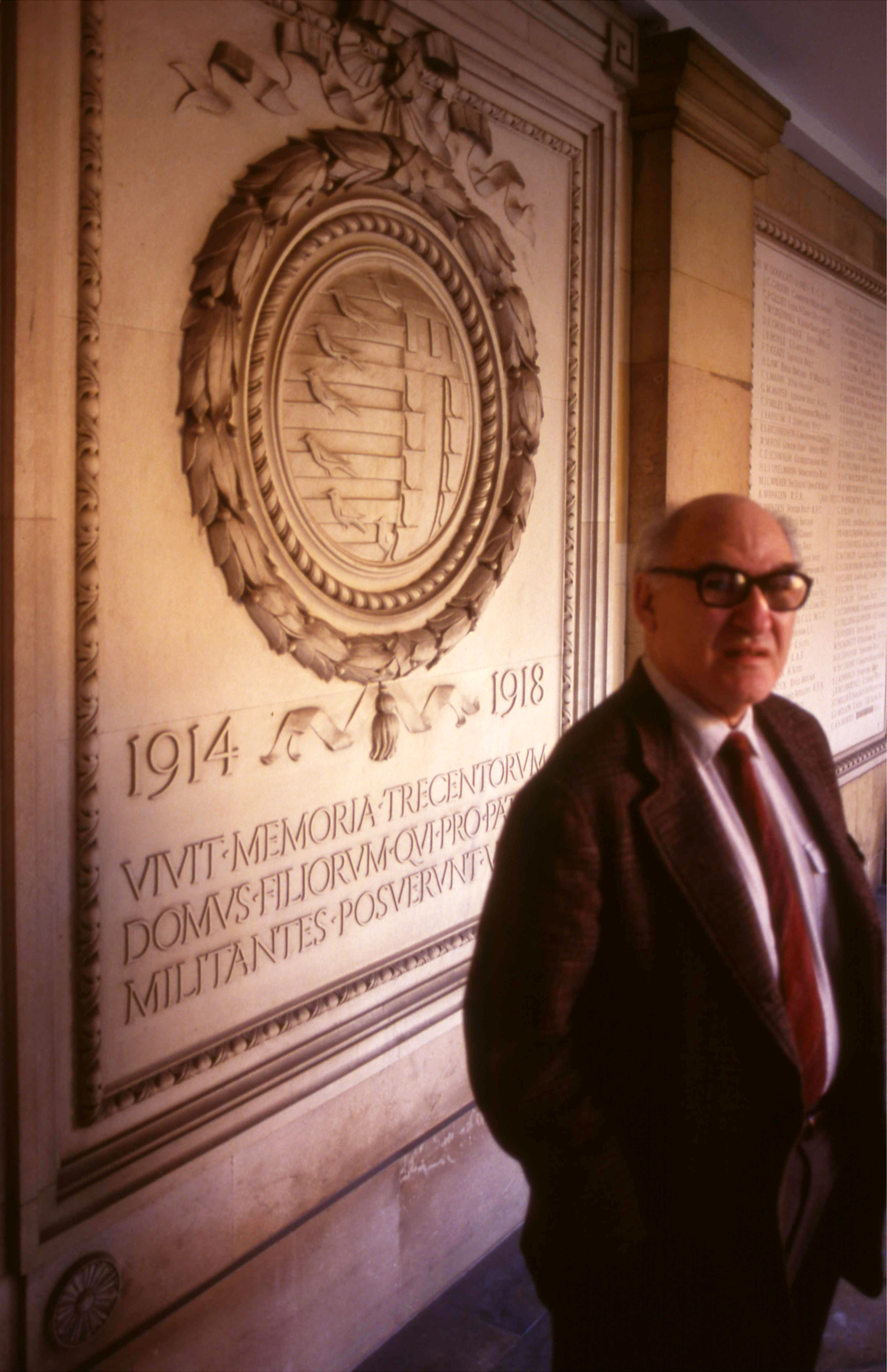
George L. Mosse als gasthoogleraar aan de Cambridge University in 1991

George Lachmann-Mosse alias George L. Mosse (Berlijn, 20 september 1918 - Madison [Wisconsin], 22 januari 1999) was een Amerikaans historicus van Duits-joodse afkomst. Hij deed onder meer onderzoek naar het Duitse nationaalsocialisme en de samenhang daarvan met mannelijkheid, Jodenhaat en homohaat. Naar hem is de Mosse-lezing genoemd, die jaarlijks in Amsterdam gehouden wordt.

## Leven
George Mosse werd op 20 september 1918 geboren als zoon van de uitgever Hans Lachmann (1885-1944), die na zijn huwelijk met Felicia Mosse de achternaam Lachmann-Mosse had aangenomen. Felicia Mosse was de dochter van de vermogende krantenmagnaat Rudolf Mosse (1843-1920), die onder meer het liberale Berliner Tageblatt uitgaf. Na de Volksschule ging George Mosse naar het Kaiserin Augusta (later: Mommsen) Gymnasium en in 1928 naar het spartaanse internaat van de Schule Schloss Salem.
Na de machtsovername door de nazi's in 1933, vertrok George samen met zijn moeder en zuster naar Zwitserland, terwijl zijn vader naar Frankrijk ging, waar hij scheidde, met Karola Strauch hertrouwde en naar Californië emigreerde. George was ondertussen via Frankrijk naar Engeland gegaan. In York bezocht hij de Bootham School van de quakers, waar hij zich, volgens zijn autobiografie, voor het eerst bewust werd van zijn homoseksualiteit. Met financiële steun van zijn ouders kon hij vervolgens van 1936-1939 aan het Downing College van de Universiteit van Cambridge gaan studeren.
In 1939 vertrok zijn familie naar de Verenigde Staten, waar Mosse zijn studie voortzette aan het Haverford College in Haverford, Pennsylvania, dat eveneens van de quakers was. Daar behaalde hij in 1941 zijn bachelor-graad en verkreeg hij ook het Amerikaanse staatsburgerschap.
George Mosse overleed op 22 januari 1999, op 80-jarige leeftijd in zijn woning in Madison, Wisconsin, zijn levenspartner John Tortorice achterlatend.

## Werk
George Mosse promoveerde in 1946 aan de Harvard-universiteit met een dissertatie over de Engelse constitutionele geschiedenis in de 16e en 17e eeuw. Hierna ging hij als historicus lesgeven aan de University of Iowa, waar hij zich aanvankelijk bezig hield met de Reformatie en religie in het vroeg-moderne Europa.
In 1955 werd hij hoogleraar aan de Universiteit van Wisconsin, waar hij de John C. Bascom-leerstoel voor Europese Geschiedenis en de Weinstein-Bascom leerstoel voor Joodse Studies bekleedde. Hier hield hij zich bezig met de verhouding tussen liberalisme en totalitarisme en analyseerde hij de oorsprong van het nationalisme, met name in het Nazi-Duitsland. Hij zag daarbij een lijn van het christelijk geloof, via de Franse Revolutie naar moderne seculiere religies in de vorm van nationalisme.
In de jaren zeventig schreef Mosse over hoe racisme aanvankelijk tegen zwarte mensen gericht was, maar vervolgens ook op joden werd toegepast. In de jaren tachtig en negentig hield hij zich bezig met de link tussen stereotype mannelijkheidsbeelden en het nationalisme, zoals dat bijvoorbeeld tot uiting kwam in de Duitse Jeugdbeweging. Hij meende dat racistische stereotypes voortkwamen uit de Europese gewoonte om mensen in te delen aan de hand van het Griekse schoonheidsideaal. Op basis daarvan werden sinds de 19e eeuw joden, homoseksuelen, Roma en verstandelijk gehandicapten als een bedreiging gezien.

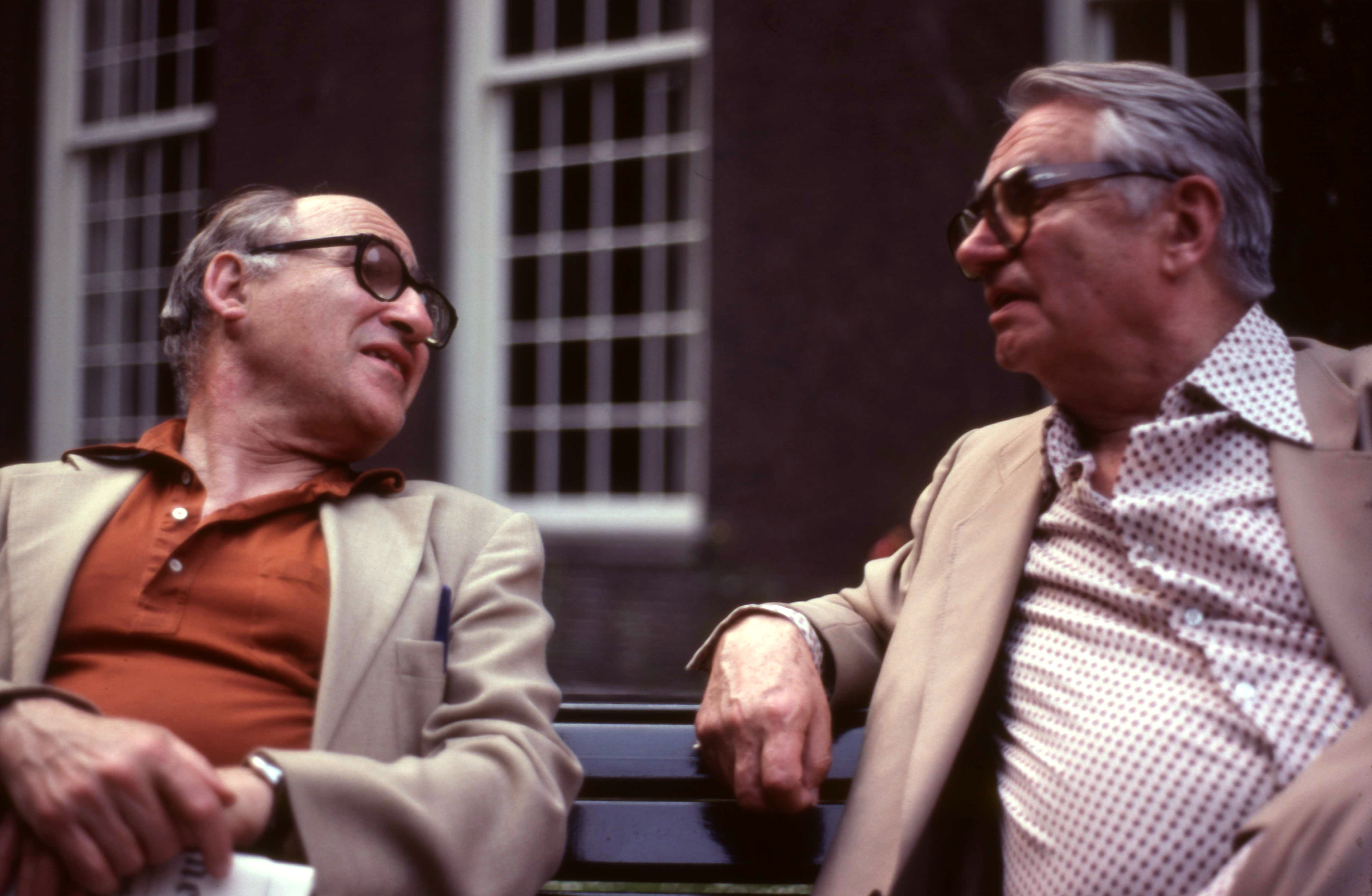
George Mosse (links) en Rolf Italiaander in Amsterdam in 1983

Sinds 1969 gaf Mosse ook een semester per jaar les aan de Hebreeuwse Universiteit van Jeruzalem, waar hij van 1980-1985 als eerste de Koebner leerstoel voor Duitse Geschiedenis bekleedde. In de jaren tachtig ging hij met emeritaat, waarna hij onder meer gasthoogleraar was in Amsterdam (voor homostudies aan de UvA in 1988), Jeruzalem, Tel Aviv, Kaapstad, Cambridge, Parijs, München en Washington.

## Eerbetoon
George Mosse werd onder meer geëerd met:
- het lidmaatschap van de American Academy of Arts and Sciences (1985)
- de Goethe-Medaille van het Goethe-Institut (1988)
- de Leo-Baeck-Medaille van het Leo-Baeck-Institut in New York (1998)
- eredoctoraten van de Hebreeuwse Universiteit, het Hebrew Union College, de Lakeland University en de Universiteit Siegen
- vernoeming van het gebouw voor de Geesteswetenschappen van de Universiteit van Wisconsin

## Mosse-lezingen

### Amsterdam

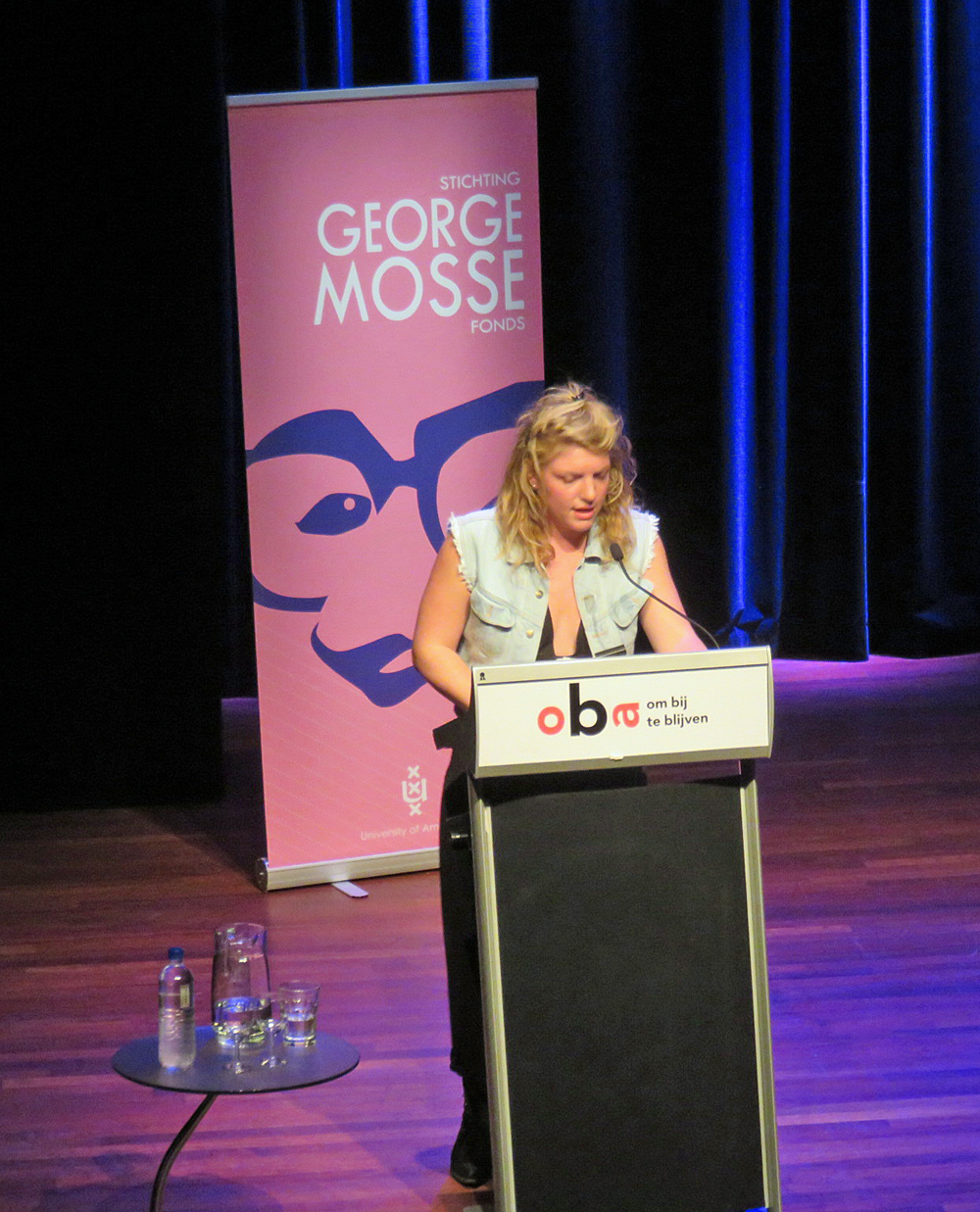
Simon(e) van Saarloos tijdens de Mosse-Lezing van 2016

Met een legaat van George Mosse werd in 1999 aan de Universiteit van Amsterdam de Stichting George Mosse Fonds opgericht. Deze heeft ten doel: "...het bevorderen van homo- en lesbische studies aan de Universiteit van Amsterdam."
De Stichting doet dit vooral door middel van de jaarlijkse 'Mosse-lezing', die aanvankelijk op of rond Mosse's geboortedag in september gehouden werd. Sinds enkele jaren vindt deze plaats in samenwerking met IHLIA, in de Openbare Bibliotheek Amsterdam. In het verleden werden ook, in de loop van het jaar, kleinere (Engelstalige) lezingen en evenementen gehouden. De jaarlijkse Mosse-lezing werd gehouden door de volgende personen:
| - 2002: Schrijver Hafid Bouazza - 2003: Activist Marjan Sax - 2004: Theatermaker Ruud Douma (Dolly Bellefleur) - 2005: Essayist Bas Heijne - 2006: Hoogleraar genderstudies Maaike Meijer - 2007: Regisseur en auteur Gerardjan Rijnders - 2008: Dichter en schrijver Gerrit Komrij - 2009: Hoogleraar Gender en Etniciteit Gloria Wekker - 2010: Schrijver en publicist Stephan Sanders - 2011: Publicist en jurist Marjolijn Februari | - 2012: Kinderboekenschrijver Ted van Lieshout - 2013: Minister van Onderwijs Jet Bussemaker - 2014: Schrijver Mohammed Benzakour - 2015: Oud-minister Hedy d'Ancona - 2016: Schrijver en filosoof Simon(e) van Saarloos - 2017: Docent homostudies Gert Hekma - 2018: Schrijver en columnist Karin Spaink - 2019 (extra editie): politicoloog / voormalig beleidsmaker en Europarlementariër Joke Swiebel - 2019: Film- en documentairemaker David Weissman (VS) - 2024: Journalist Haroon Ali - 2025: Schrijver Lisa Weeda |

In 2019 werd twee lezingen gehouden. De eerste werd gehouden door Joke Swiebel op 21 januari 2019, omdat het toen precies vijftig jaar geleden was dat de eerste homodemonstratie in Nederland -- en waarschijnlijk in heel Europa -- had plaatsgevonden. In 2020 tot en met 2023 werden geen Mosse-lezingen gehouden, vanwege de covid19 epidemie. 

### Berlijn
Ook aan de Humboldtuniversiteit te Berlijn worden Mosse-lezingen gehouden. Deze werden in 1997 door George Mosse en de literatuurwetenschapper Klaus Scherpe ingesteld en hebben als zwaartepunt het Joodse leven, denken en handelen in Duitsland en Israël.